# Хусеин-паша Бољанић
Хусеин-паша Бољанић (? Бољанићи, код Пљеваља – 1594) био је османски државник, поријеклом је из познате породице Бољанића, која је у посједу имала мањи тимар у села Бољанићи, код трга у Пљеваљима (тур. Таслиџа – каменита бања). Родоначелник породице био је српски трговац Бољан (или Бојан) Газдић, који је са преласком на ислам назван Бајрам-ага, те основао село које по њему носи име Бољанићи. 

## Намјесник Херцеговачког и Босанског санџака
Хусеин је био субаша Попова поља, намјесник Херцеговачког санџака, од марта 1567, до марта 1569. године. Потом је намјесник Босанског санџака (гради своју велику задужбину - џамију у Пљевљима) до 1572.

## Намјесник у Мисиру (Египат) и беглербег Багдада
Од 1572. године постављен је за намјесника покрајине Дијарбекир, у Малој Азији, а затим за намјесника Мисира (Египат) са звањем везира. Послије двије године, вратио се у Цариград, да би се као беглербег Багдада помињао 1585. године. За босанског намјесника (беглербег Босанског ејалета, основаног 1580. године) бива именован, султановим ферманом, 1594. године. По подацима, долазио је и у Будим (освојен од Османлија, 1541. године) код Мехмед-паше (сина ранијег великог везира, Мехмед-паше Соколовића). Претпоставка је да је умро 1594. године, а на његово мјесто беглербега Босанског елајета, Порта 1595. године именује Смаил-пашу (званог Арпад).

## Задужбине
Хусеин-паша Бољанић је за собом оставио многе задужбине, од којих је најпознатија Хусеин-пашина џамија, у Пљевљима, грађена 1569. године.